# Draba staintonii
Draba staintonii är en korsblommig växtart som beskrevs av Saiyad Masudal Saiyid Masudul Hasan Jafri och Hiroshi Hara (botaniker)Hiroshi Hara. Draba staintonii ingår i släktet drabor, och familjen korsblommiga växter. Inga underarter finns listade i Catalogue of Life.